# Ngân hàng Ordos
Ngân hàng Ordos là một ngân hàng thương mại ở Trung Quốc, có trụ sở chính tại Thành phố Ordos. Ngày 3 tháng 9 năm 2007, Hợp tác xã Tín dụng Thành phố Ordos cũ được tái cơ cấu thành Ngân hàng Thương mại Thành phố Ordos. Ngân hàng được đổi thành tên hiện tại vào ngày 27 tháng 1 năm 2010.
Vào cuối năm 2010, Ngân hàng Ordos có tổng tài sản là 27,411 tỷ nhân dân tệ, tiền gửi là 24,731 tỷ nhân dân tệ và cho vay là 9,459 tỷ nhân dân tệ. Năm 2010, chi nhánh Hohhot của Ngân hàng Ordos được thành lập.